# Jan van Dalen

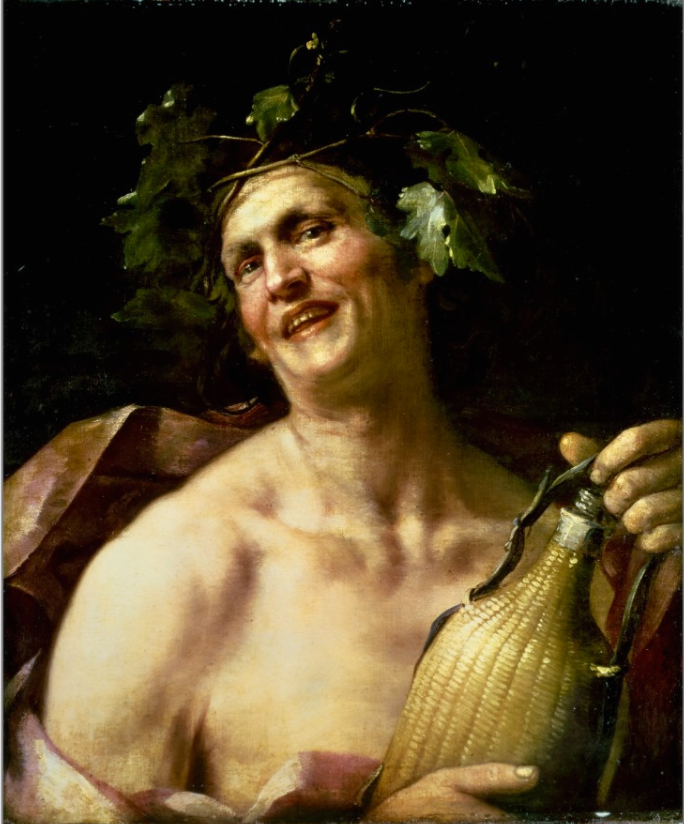
Lachender Bacchus (Selbstbildnis?)

Jan van Dalen (fl. 1632–1670) war ein flämischer Maler und Zeichner.  Er war ein prominentes Mitglied der Antwerpener Caravaggisten zu dem unter anderem Künstler wie Theodoor Rombouts, Gerard Seghers, Jan Cossiers, Jacques de l’Ange und Adam de Coster gehörten.  Diese Caravaggisten waren Teil einer internationalen Bewegung von europäischen Künstlern, die das Werk von Caravaggio und seinen Nachfolgern auf persönliche Weise interpretierten.  Van Dalen war in der Mitte des 17. Jahrhunderts in Antwerpen tätig und ist für einige Werke im Caravaggistischen Stil bekannt. Sein Werk ist mit einem als Jan van Dalen (II) bezeichneten Namensvetter (Gorinchem um 1610 – nach 1677) verwechselt worden, der in den nördlichen Niederlanden tätig war und für Stillleben und Porträts bekannt ist.

## Leben
Über das Leben von Jan van Dalen ist nur sehr wenig bekannt. Sein Geburtsdatum wird auf den Zeitraum zwischen 1600 und 1620 geschätzt und sein Todeszeitpunkt auf die Zeit zwischen 1662 und 1682.
Es wird angenommen, dass er um 1630 in Rom ausgebildet wurde. Er war wahrscheinlich für ein Paar Gemälde verantwortlich, die mit „J. van Dalen fec. in Roma 1631“ signiert und datiert sind (Frau mit Ei und Junge mit Glas), die sich zuvor in die Kunstsammlung des Fürstenhauses Liechtenstein in Wien befanden. Er muss dann nach Antwerpen zurückgekehrt sein, wo er 1632–1633 als Schüler von Daniel Middeleer (auch Daniel Middeler und Daniël de Middelaer genannt) registriert war.  Middeleer war ein Maler, Grafiker und Verleger, zu dessen weiteren bekannten Schülern Cornelis de Bryer und Frans Geffels zählten.
Es wird angenommen, dass der Künstler in Antwerpen aktiv blieb, wo er 1669–1670 zum letzten Mal erwähnt wird.

## Werke

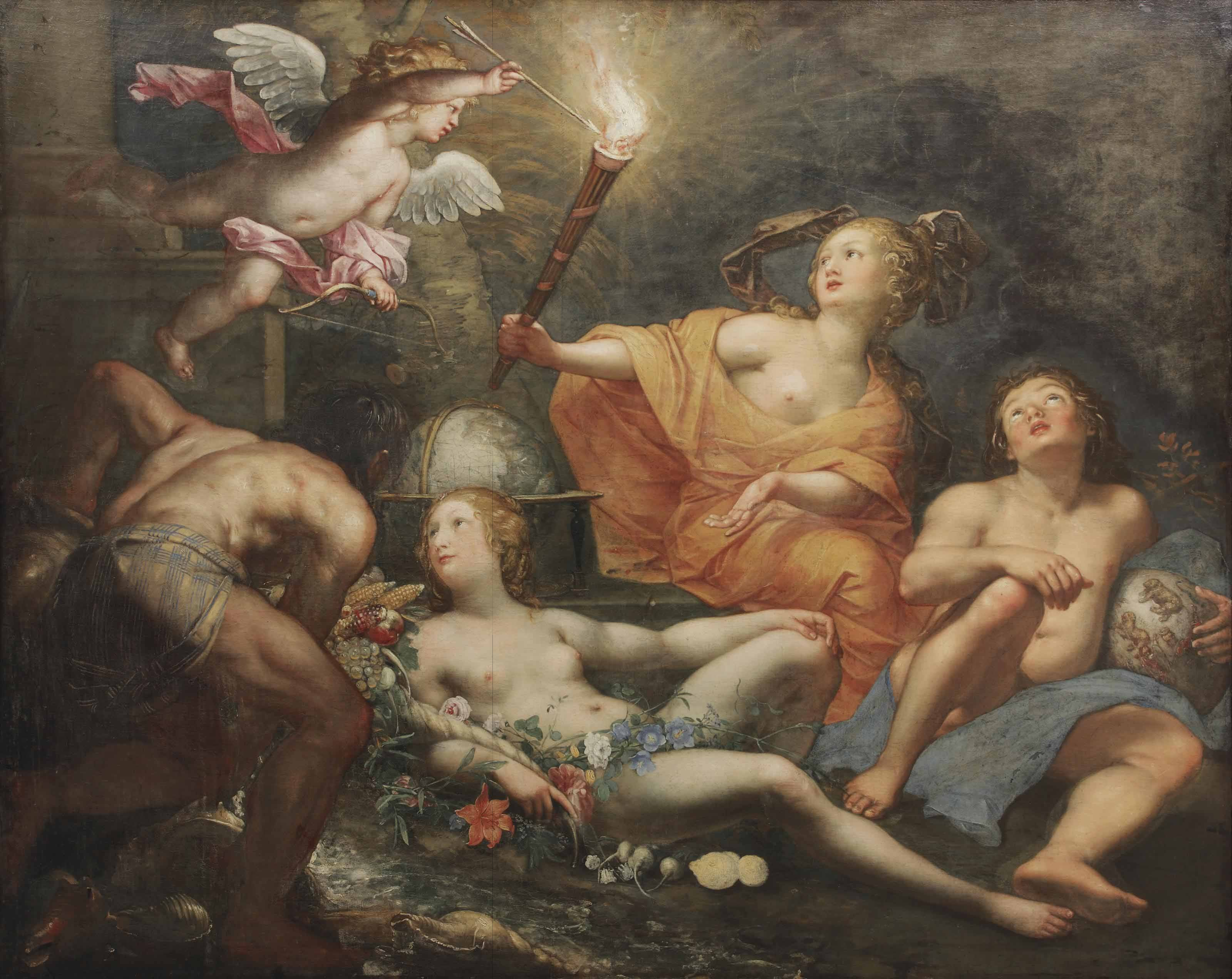
Allegorie der vier Elemente

Von Jan van Dalen sind nur sehr wenige autographe Werke bekannt.  Eines davon ist die Allegorie der vier Elemente (Christie’s Auktion 20.–21. November 2013, Amsterdam, Los 128), das vollständig signiert und 1653 datiert ist.  Ein Tamburinspieler aus dem gleichen Jahr und mit Initialen signiert befindet sich in der Michaelis Sammlung in Kapstadt.  Eine Halbfigur eines Bacchus im Kunsthistorischen Museum ist ebenfalls mit Initialen signiert und 1648 datiert.
Van Dalens Stil spiegelt Einflüsse von Künstlern des frühen römischen Barocks wider. Seine Allegorie der vier Elemente ist eine typische nächtliche Szene in der Tradition des römischen und niederländischen Caravaggismus. Die dramatische Beleuchtung und die figürliche Gestaltung erinnern an nächtliche Szenen des in Rom tätigen Künstlers Alessandro Turchi.
Der Einfluss von Caravaggio und der ersten Generation seiner Nachfolger ist in seinen früheren Werken deutlicher zu erkennen. Diesen Einflüssen war er während seiner Zeit in Rom um 1630 ausgesetzt. Nach seiner Rückkehr nach Antwerpen geriet er wahrscheinlich unter den Einfluss der flämischen Künstler. Infolgedessen zeigen seine späteren Werke eine Vermischung von italienischen und nördlichen Stilen.
Van Dalen malte eine Reihe von Porträts von Bacchus, dem antiken Gott der Fruchtbarkeit und des Weins. In der Version im Szépművészeti Múzeum (Budapest) stellte sich der Künstler möglicherweise selbst als lachender Bacchus dar. In der Version im Kunsthistorischen Museum gab Jan van Dalen die Gottheit einen schelmischen und herausfordernden Ausdruck, der den Betrachter einzuladen scheint, mit ihm ein Glas Wein zu trinken. Der wilde und ungestüme Charakter des Gottes und seine Missachtung und Überschreitung von Grenzen werden durch den Efeukranz, den er trägt, unterstrichen.

## Belege
1. 1 2 3 4 5  Jan van Dalen (I), Website der RKD – Nederlands Instituut voor Kunstgeschiedenis
2. ↑  Matthias Depoorter, Theodoor Rombouts on Baroque in the Southern Netherlands
3. ↑  Anna Orlando, Schede in Lights and Shadows. Caravaggismus in Europa, catalogo della mostra, Cesare Lampronti Gallery, London, 2015 (Seite nicht mehr abrufbar, festgestellt im Juli 2025. Suche in Webarchiven)  Info: Der Link wurde automatisch als defekt markiert. Bitte prüfe den Link gemäß Anleitung und entferne dann diesen Hinweis., S. 76–77
4. 1 2 3 4 5  Jan van Dalen I (ca. 1610 – nach 1662), Allegorie der vier Elemente bei Christie’s
5. ↑  Jan van Dalen (II) (1610–1677), Vanitas-Stillleben mit Regalien und einer Gipsbüste im Phoenix Art Museum
6. ↑  Daniël de Middelaer, Website der RKD – Nederlands Instituut voor Kunstgeschiedenis
7. ↑  Giulio Girondi, Frans Geffels, Rubens und die Palazzi di Genova, S. 183–199
8. ↑  Jan van Dalen, Laughing Bacchus (Self Portrait?) im Szépművészeti Múzeum (Budapest)
9. ↑  Bacchus, Jan van Dalen, in: Kunsthistorisches Museum, Eine Auswahl wichtiger Objekte

| Personendaten    | Personendaten    |
| ---------------- | ---------------- |
| NAME             | Dalen, Jan van   |
| KURZBESCHREIBUNG | flämischer Maler |
| GEBURTSDATUM     | vor 1632         |
| STERBEDATUM      | nach 1670        |